# Amaury Sport Organisation
Amaury Sport Organisation (ASO), er en del af den franske mediagruppe EPA (Éditions Philippe Amaury), og er verdenskendt som arrangør af store sportsarrangementer som Tour de France, Paris-Nice, Paris-Roubaix, Liège-Bastogne-Liège, La Flèche Wallonne, Paris-Dakar, Open de France, Paris Marathon og diverse cykelløb i Afrika.
ASO er ejer af den spanske løbsarrangør bag Vuelta a España, Unipublic. ASO har tidligere ejet sportsavisen L'Équipe

## Professionelle cykelløb

### Nuværende
Pr. 2020 organiserer ASO følgende professionelle cykelløb:
UCI World Tour
- Critérium du Dauphiné
- La Flèche Wallonne
- Liège-Bastogne-Liège
- Paris-Nice
- Paris-Roubaix
- Tour de France
- Tour of California

UCI Continental Circuits
- Arctic Race of Norway
- Paris-Tours
- Tour of Oman
- Tour de Yorkshire
- Tyskland Rundt
- Saudi Tour

Kvinder
- Tour de France Femmes
- La Flèche Wallonne Féminine
- Ladies Tour of Qatar
- Liège-Bastogne-Liège

Amatør
- Tour de l'Avenir

### Tidligere
- La Course by Le Tour de France
- Critérium International
- Tour of Beijing
- Tour de Picardie
- Tour of Qatar
- World Ports Classic